# Prospalta aplecta
Prospalta aplecta är en fjärilsart som beskrevs av Bethune-Baker 1911. Prospalta aplecta ingår i släktet Prospalta och familjen nattflyn. Inga underarter finns listade i Catalogue of Life.